# إيلي ستان
إيلي ستان (بالرومانية: Ilie Stan) هو لاعب كرة قدم ومدرب كرة قدم روماني في مركز الوسط، ولد في 17 أكتوبر 1967 في Pogoanele ‏ في رومانيا. شارك مع منتخب رومانيا لكرة القدم. أما مع النوادي، فقد لعب مع أيل ليماسول وستيوا بوخارست وسيركل بروج.

## وصلات خارجية
- إيلي ستان على موقع قاعدة بيانات كرة القدم.إي يو (الإنجليزية)
- إيلي ستان على موقع ناشيونال فوتبول تيمز (الإنجليزية)
- إيلي ستان على موقع عالم كرة القدم.نت (الإنجليزية)